# Altstadt (Aken)
De Altstadt is de centrale wijk of binnenstad van de Duitse stad Aken. De wijk valt geheel samen met het historische stadscentrum, gelegen binnen de voormalige Akense stadsomwalling. 
De wijk Altstadt moet niet verward worden met Aachen-Mitte, een van de zeven stadsdelen van Aken, dat een veel groter gebied omvat met deels nog zeer landelijke buitenwijken.

## Geografie

### Natuurlijke ligging
De Akense Altstadt ligt in een keteldal ten zuiden van de Lousberg, die onderdeel is van het Vaalser Hügelland. Ook binnen de Altstadt zijn er vrij grote hoogteverschillen. Het hoogste punt van de oude stad is de heuvel waarop de Langer Turm staat (204 m NN). Ter hoogte van de Jakobstraße en de Markt ligt een heuvelrug die van zuidwest naar noordoost afloopt. Aan het zuidwesteinde van de Jakobstraße ligt de Sint-Jacobskerk op een hoogte van ongeveer 200 m, terwijl aan het andere uiteinde van de straat de Markt circa 25 m lager ligt. Verder naar het oosten daalt de bodem nog verder. Het laagste punt ligt bij de Kaiserplatz (159 m NN).
Van de vele Akense beken lopen er drie grotendeels via pijpleidingen door de oude binnenstad: de Pau, de Paunell en de Johannisbach. Deze vloeien nabij de Adalbert- en Stiftstraße samen en monden ten noordoosten van de Kaiserplatz uit in de Worm. Sinds 1999 is een deel van de Johannisbach weer blootgelegd. Deze stroomt nu in een smalle goot vanaf de Lindenplatz langs de Annuntiatenbach en Augustinerbach naar de Pontstraße.

### Begrenzing
De Altstadt van Aken ligt centraal in het stadsdeel Aachen-Mitte. De grenzen van het vroeger ommuurde gebied worden grotendeels gemarkeerd door de singels, die in de 19e eeuw op de gedempte grachten zijn aangelegd. Tussen Marschiertor en Kaiserplatz zijn dat kloksgewijs in een grote cirkel: Boxgraben, An der Schanz, Junkerstraße, Turmstraße, Pontwall, Ludwigsallee, Monheimsallee en Heinrichsallee. Het zuidoostelijk deel tussen Kaiserplatz en Marschiertor vormt een uitzondering, omdat de huidige hoofdverkeersroute van de Ringstraße (Bundesstraße 1 en 57) daar niet het tracé van de oude stadsmuur volgt. De grens van de Altstadt loopt hier grofweg langs de Martin-Luther-Straße, Gottfriedstraße, Schützenstraße en Wallstraße.

## Geschiedenis

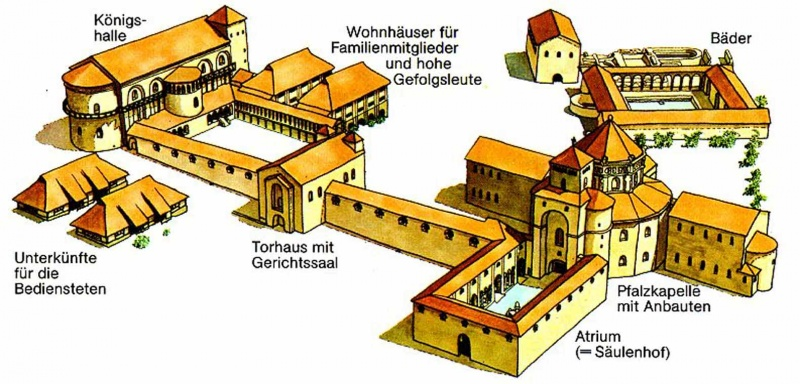
Schematische weergave van het koninklijk domein in Aken: links de palts, rechtsonder de paltskapel en rechtsboven het thermaalbad

Op de plaats van de huidige Altstadt bevond zich al in de Romeinse tijd een nederzetting, die sinds de middeleeuwen wordt aangeduid als Aquae Granni of Aquisgranum. Deze nederzetting had verschillende thermaalbaden die gebruikmaakten van het mineraalwater van de Akense warmwaterbronnen. In de 8e eeuw liet Karel de Grote in de buurt van de nederzetting zijn Akense koningspalts met de bijbehorende kapel en thermaalbaden bouwen. In 936 liet Otto de Grote zich in het Akense paleis tot Rooms-Duits koning kronen. Daarmee werd een traditie van Akense koningskroningen gevestigd, die tot 1531 met onderbrekingen zou voortduren.
De geschiedenis van Aken als echte stad begint in 1165, toen keizer Frederik I Barbarossa de nederzetting die zich rond het koninklijk paleis had ontwikkeld, het recht verleende om markten te houden en munten te slaan. Daarmee verhief hij de nederzetting tot een vrije rijksstad. In 1171 begon men met de bouw van een eerste stadsmuur die 2,5 km lang was en een oppervlakte van 45 hectare omsloot. Deze wordt vaak aangeduid als "Barbarossa-muur", naar de initiatiefnemer. De door Frederik Barbarossa verleende rechten hadden een snelle bevolkingsgroei tot gevolg, waardoor het ommuurde gebied al snel te klein werd.
Het bestuur van de rijksstad Aken werd aanvankelijk door een koninklijke ambtenaar uitgeoefend. In 1250 werd het bestuur overgedragen aan een raad onder leiding van twee burgemeesters. In 1267 werd het Grashaus voltooid, het eerste stadhuis van Aken. In 1270 begon, met de financiële steun van Richard van Cornwall die in 1257 in Aken tot koning was gekroond, de bouw van de tweede stadsmuur. Deze was ongeveer 5,3 km lang en omsloot een gebied van 175 hectare, ongeveer vier keer zo groot als voorheen. De tweede muur vormde tot eind 18e eeuw de grens van het stadsgebied. In 1336 werden de landerijen en dorpen rondom de stad door keizer Lodewijk de Beier officieel onder de jurisdictie van de stad geplaatst als het Rijk van Aken.

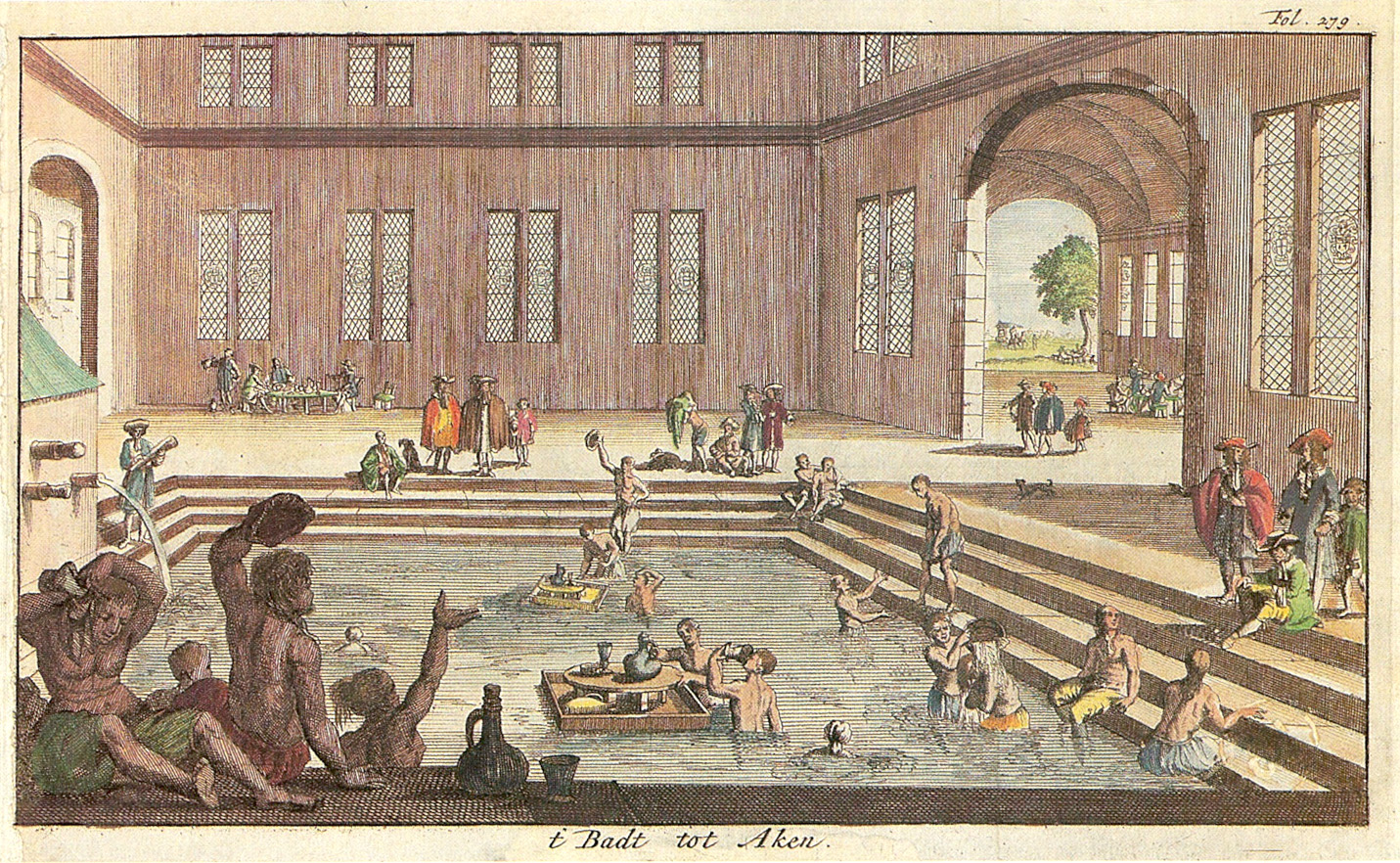
"t Badt tot Aken", het Kaiserbad, een van de vele kuurbaden. Prent van Jan Luyken, 1682

In de eerste helft van de 14e eeuw werd op de resten van de koningszaal van de oude palts een nieuw stadhuis gebouwd. In de tweede helft van de 14e eeuw werd de toen al meer dan vijf eeuwen oude paltskapel uitgebreid met een gotisch koor. Aan de kapittelkerk was toen een macht seculier kapittel verbonden, het Onze-Lieve-Vrouwekapittel. 
Het middeleeuwse Aken, dat voornamelijk bestond uit houten en vakwerkhuizen, werd in 1656 door een stadsbrand grotendeels verwoest. Het aanzien van de stad werd in de 18e eeuw voor een groot deel bepaald door de barokarchitecten Laurenz Mefferdatis, Johann Joseph Couven en diens zoon Jakob Couven. 
Onder leiding van de arts François Blondel ontwikkelde Aken zich in de 17e en 18e eeuw dankzij de warmwaterbronnen tot een van de modernste bad- en kuuroorden van zijn tijd. Tegelijkertijd nam de textielindustrie er, onder andere vanwege het schone water van de Akense stadsbeken, een hoge vlucht.

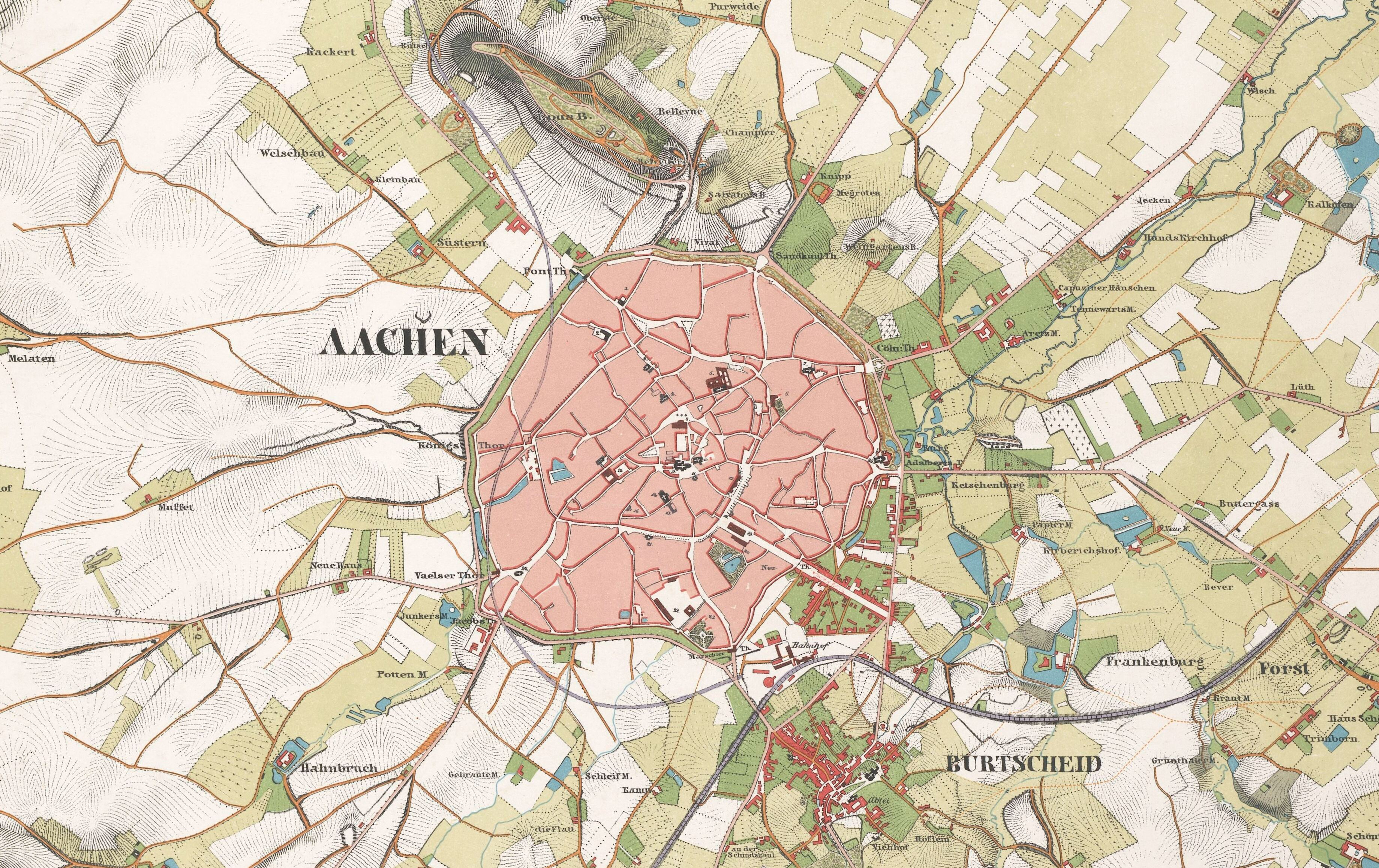
Aken omstreeks 1855. Op de geslechte wallen zijn singels aangelegd. De spoorlijn Aken-Maastricht loopt door de binnenstad, maar het station ligt daarbuiten

Met de inval van de Fransen in 1792 en de annexatie van het Rijnland door Pruisen in 1815 werd Aken een gemeente, die naast het ommuurde stadsgebied ook een deel van het opgeheven Rijk van Aken omvatte. In 1802 werd de Mariakerk, de voormalige paltskapel en kapittelkerk, de nieuwe kathedraal van het Bisdom Aken. Met de sloop van de stadsmuren was men al begonnen onder Napoleon Bonaparte, en dit werd voortgezet ten behoeve van stadsuitbreidingen in de 19e eeuw. In het begin van die eeuw werden enkele grotere bouwwerken in de stijl van het neoclassicisme gerealiseerd. Later in de 19e eeuw werd voornamelijk in de verschillende stijlen van het historisme gebouwd. De Dom en het stadhuis, die in de 18e eeuw een barok uiterlijk hadden gekregen, werden weer in een middeleeuws jasje gestoken. Een gebied in het noordwesten van de oude stad ontwikkelde zich vanaf circa 1870 tot universiteitswijk van de RWTH Aachen.
De Akense binnenstad werd tijdens de Tweede Wereldoorlog grotendeels verwoest. Bij de wederopbouw werden alleen de belangrijkste middeleeuwse straten en gebouwen hersteld, waarbij sommige huizen werden gerestaureerd in de oorspronkelijke staat, andere werden nieuw gebouwd. Verkeerstechnische ingrepen en de bouw van kantoren en warenhuizen in de jaren 1960 en 1970 tastten het historische karakter van delen van de binnenstad verder aan. Veel straten en pleinen in de omgeving van de Dom en tussen Adalbertstraße en Kaiserplatz werden vanaf de jaren 1970 ingericht als voetgangersgebied of verkeersluwe zone.

## Bezienswaardigheden
In het historische centrum van Aken is de Dom van Aken met de Karolingische paltskapel en de bijbehorende schatkamer de belangrijkste bezienswaardigheid. Niet alleen de geschiedenis van de Dom, maar ook die van de Granusturm, het Stadhuis van Aken en het plein Katschhof zijn nauw verbonden met de Akense koningspalts, het paleis van Karel de Grote.
Andere bezienswaardigheden in het oude centrum zijn de Sint-Adalbertkerk, de Ponttor, de Marschiertor, de Langer Turm, het Altes Kurhaus, de Elisenbrunnen en het Theater Aachen, die laatste twee ontworpen door de beroemde architect Karl Friedrich Schinkel. Eveneens bezienswaardig zijn de in het noordwestelijk deel van de binnenstad gelegen universiteitsgebouwen van de RWTH Aachen, waarvan er zo'n twintig als monument staan geregistreerd.
Van de bekendere musea liggen er vier in de Altstadt: de eerder vermelde Domschatkamer, het Centre Charlemagne, het Couvenmuseum en het Suermondt-Ludwig-Museum. Daarnaast bevinden zich in de openbare ruimte tal van standbeelden, gebeeldhouwde fonteinen en moderne sculpturen.

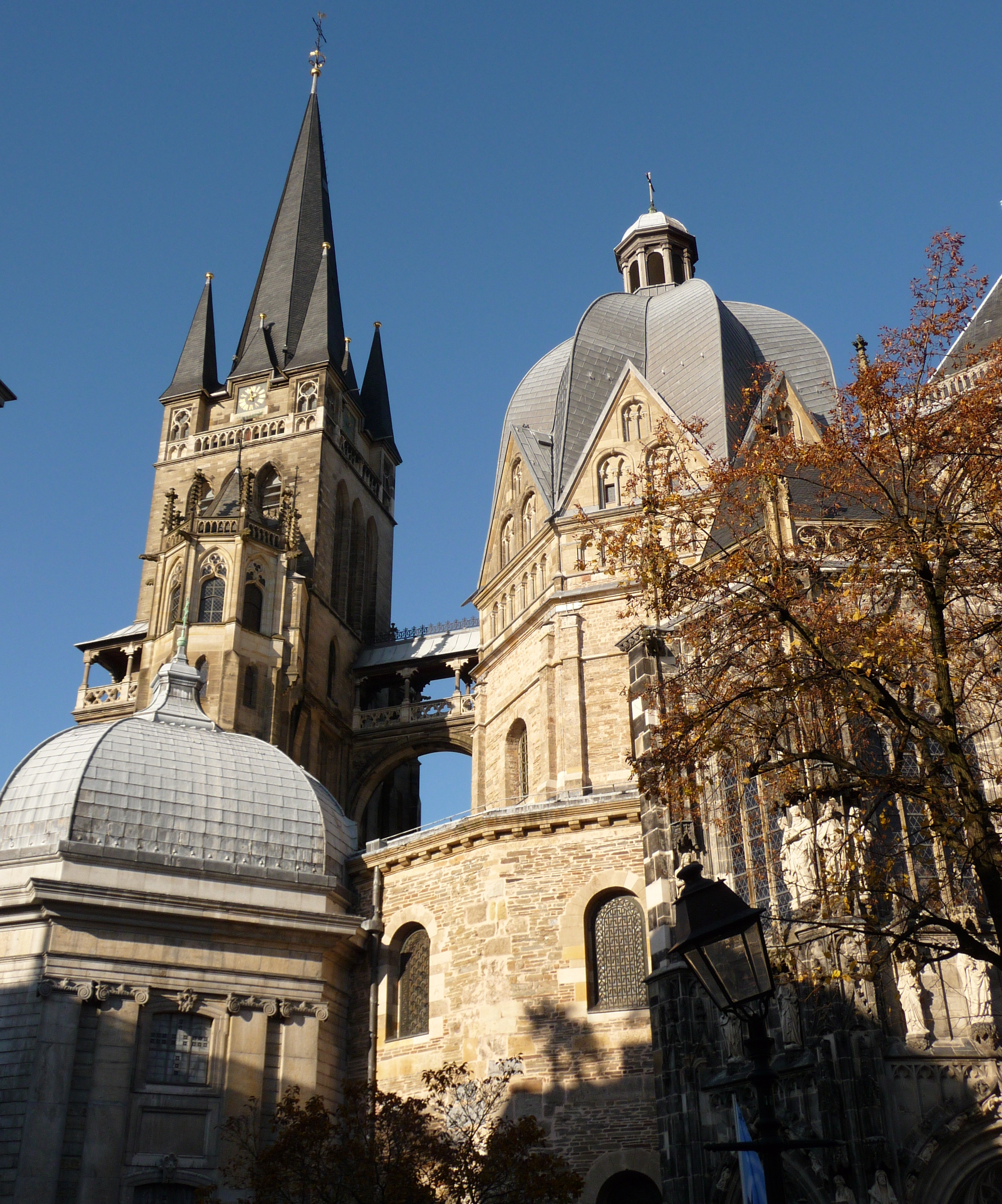
Dom van Aken
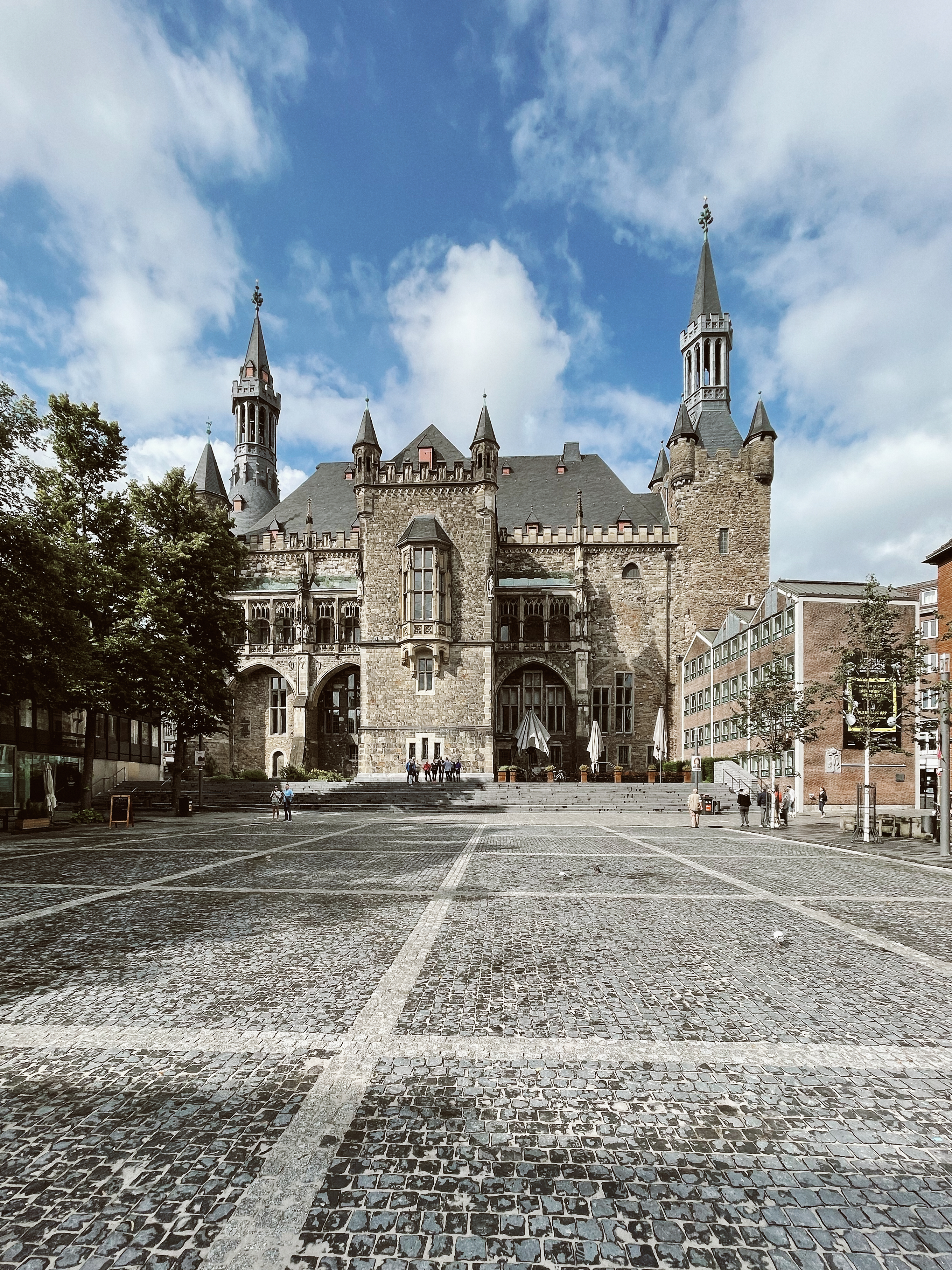
Katschhof
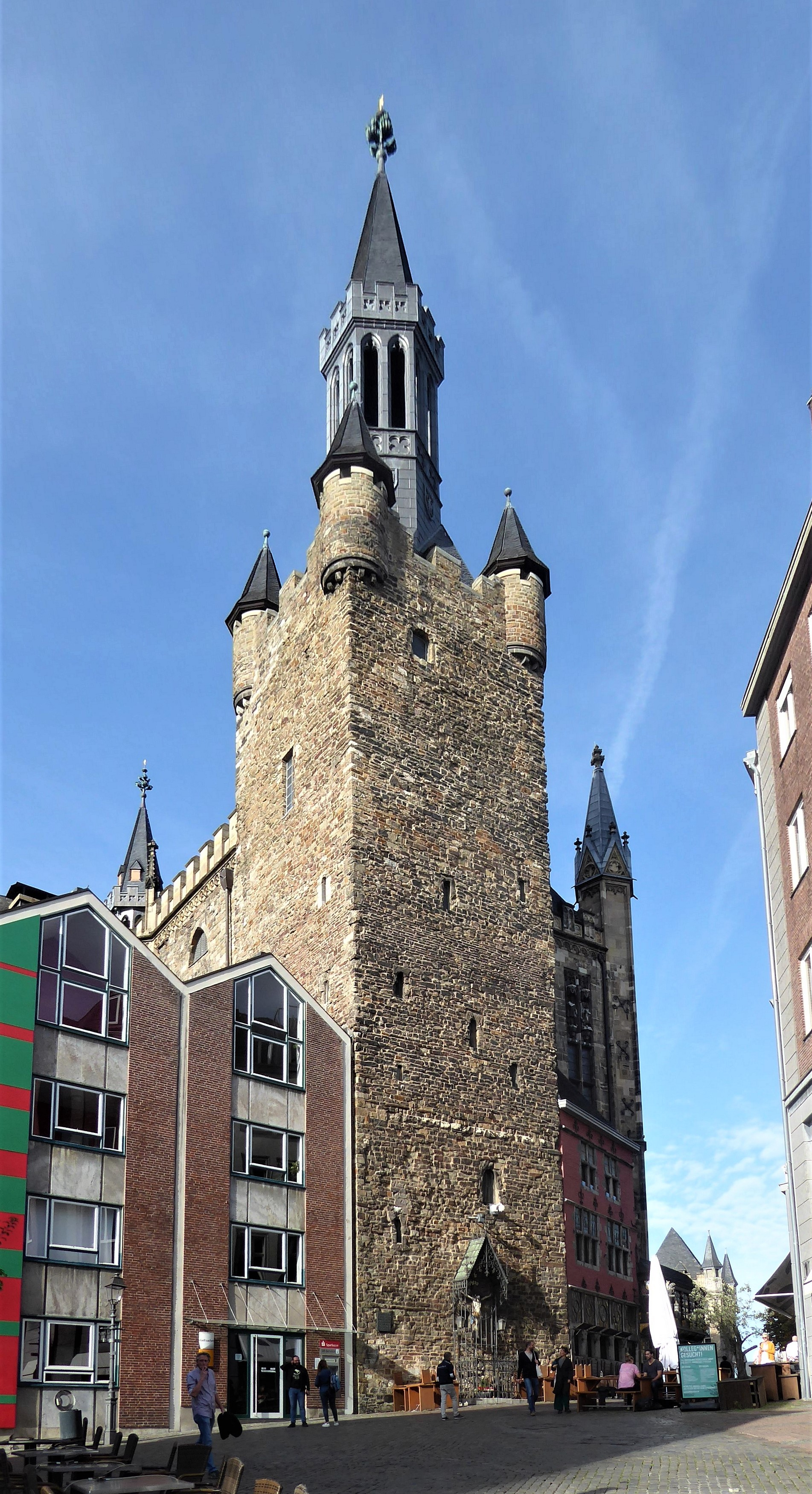
Granusturm
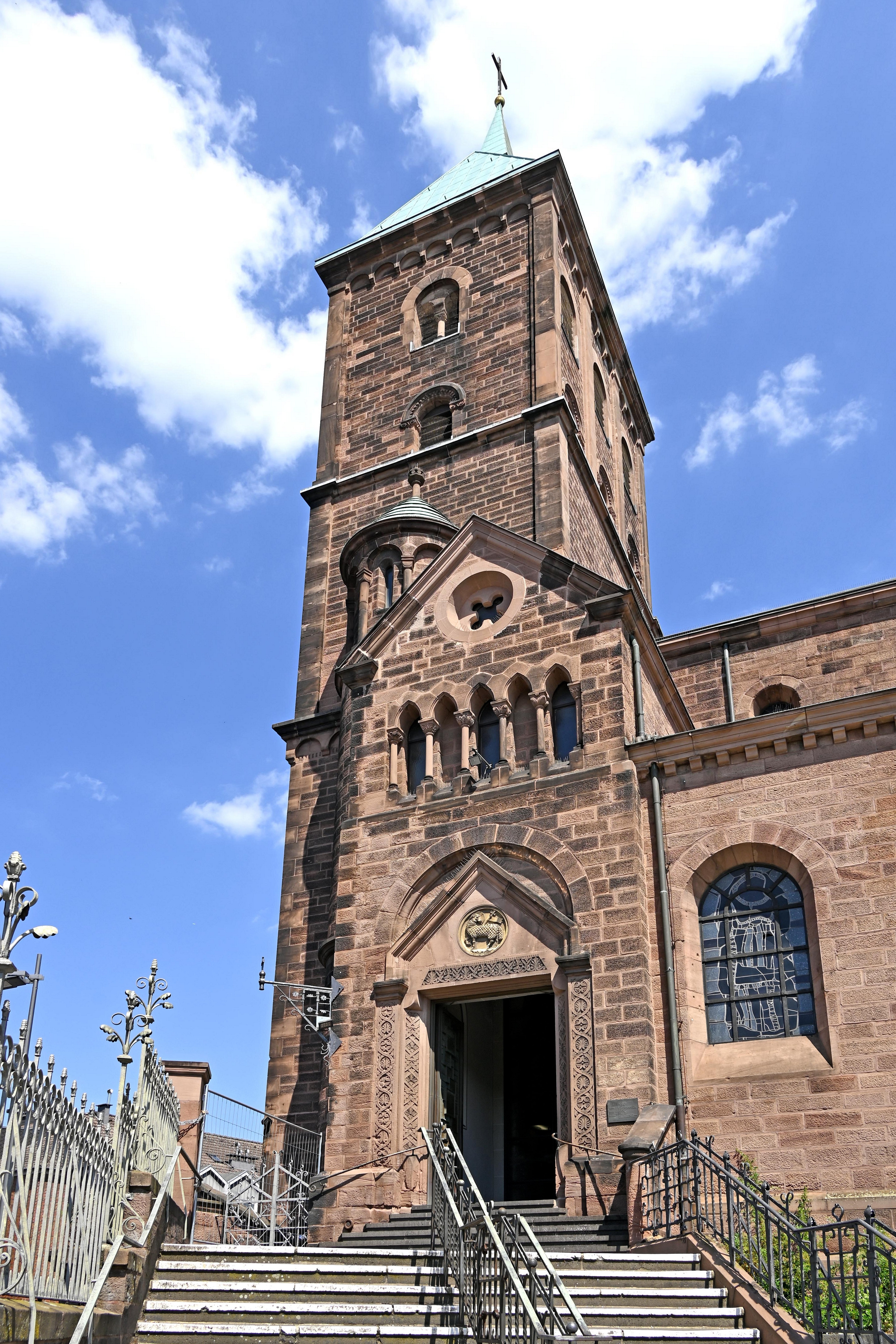
Adalbertkerk
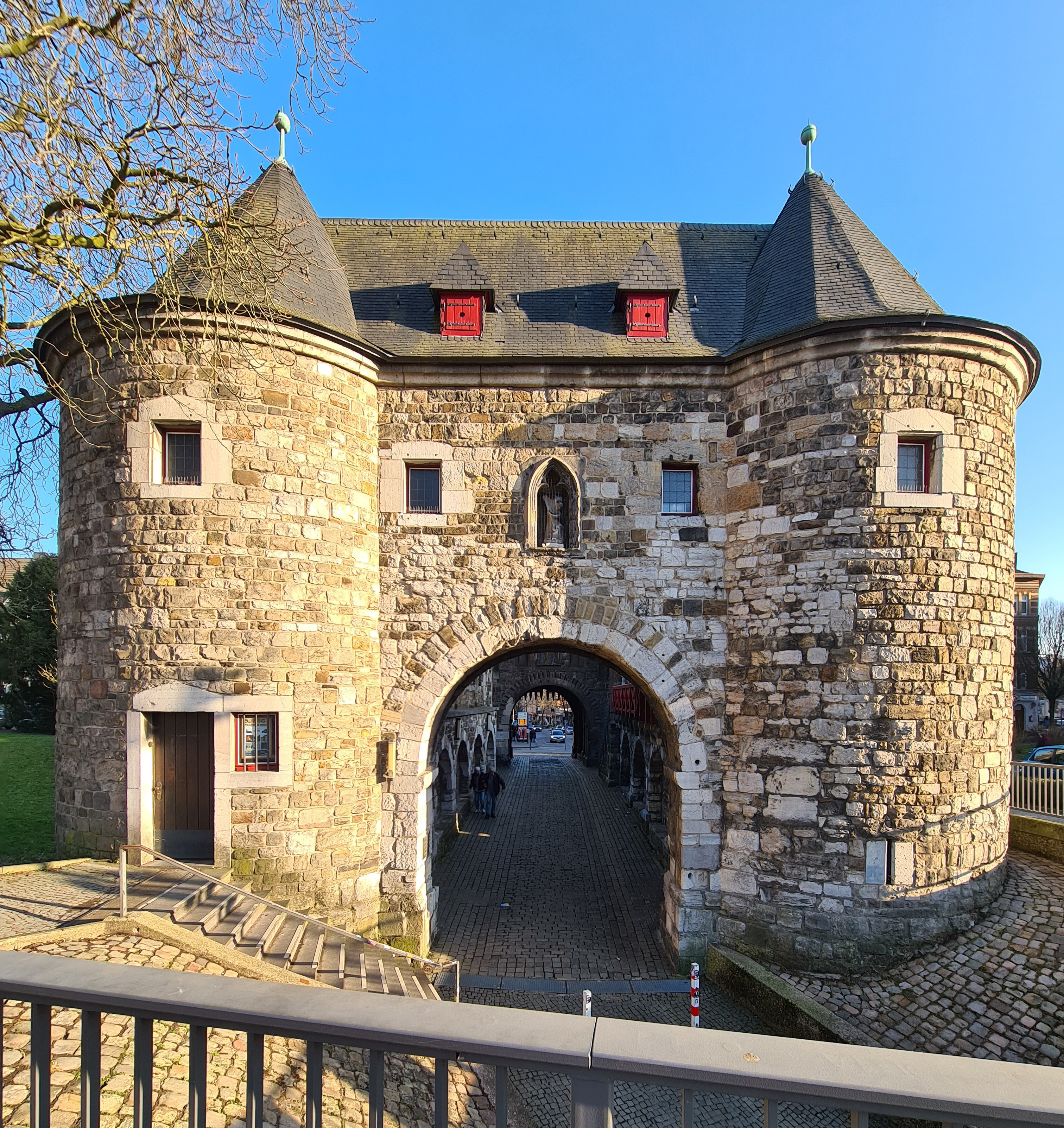
Ponttor
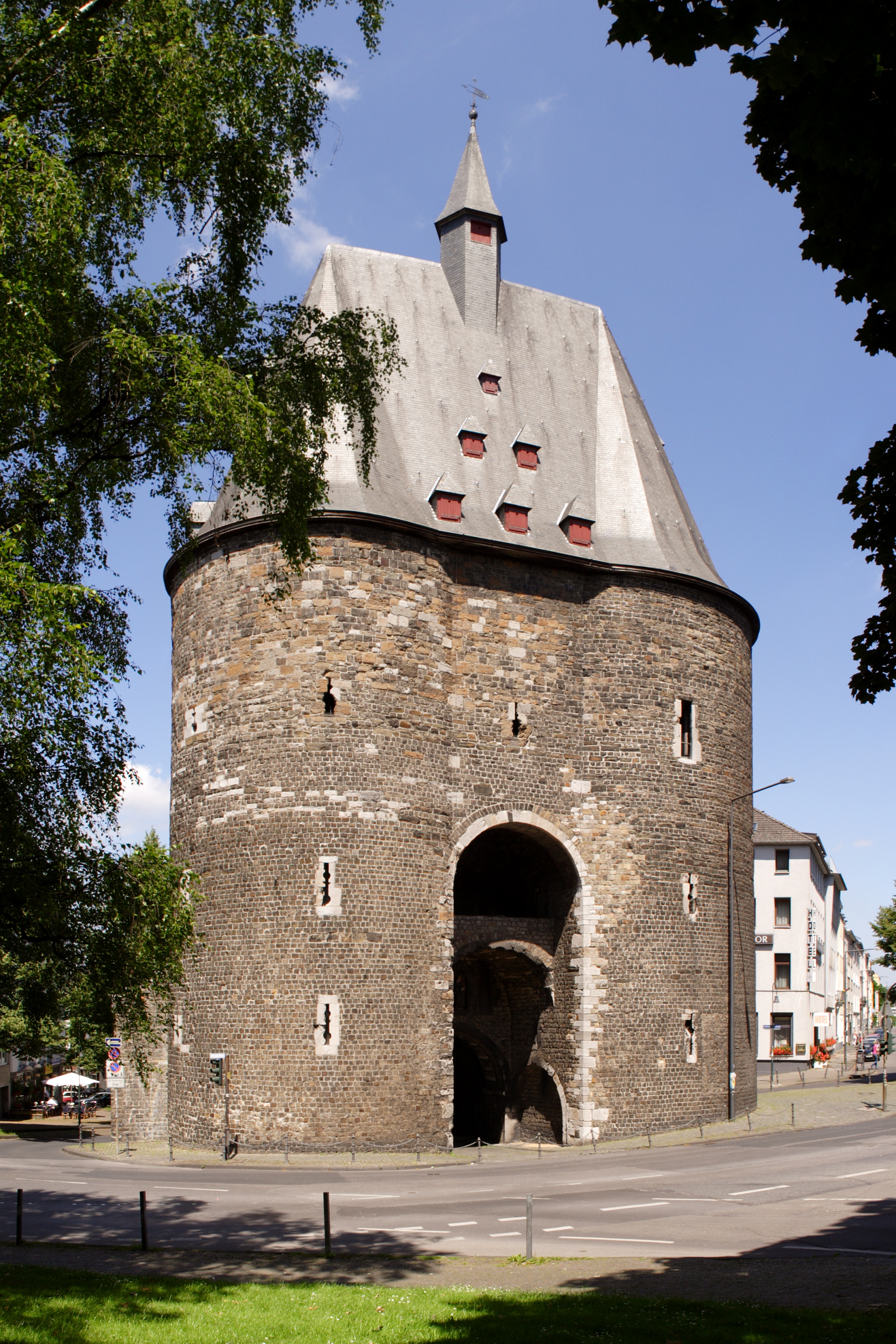
Marschiertor
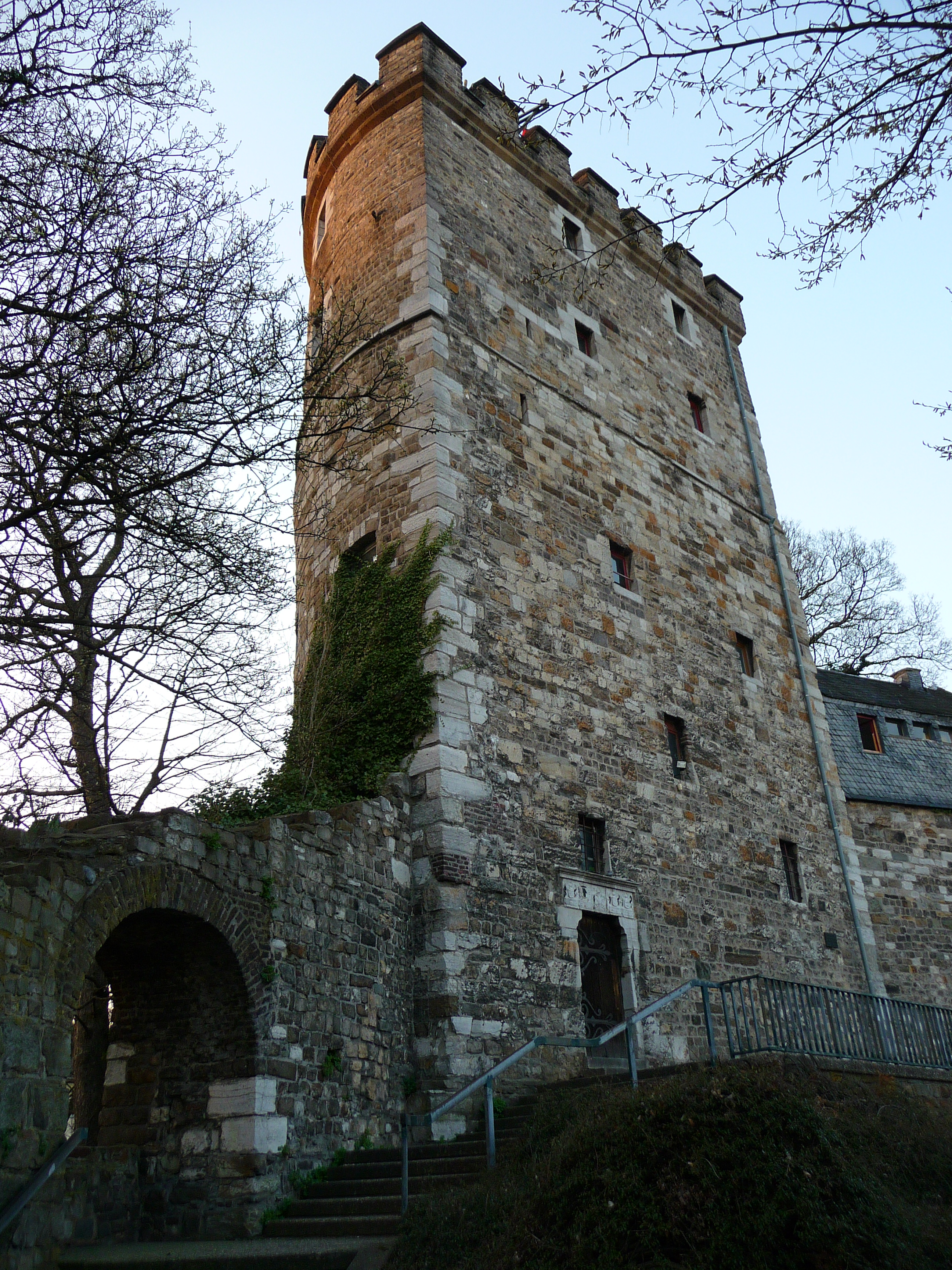
Langer Turm
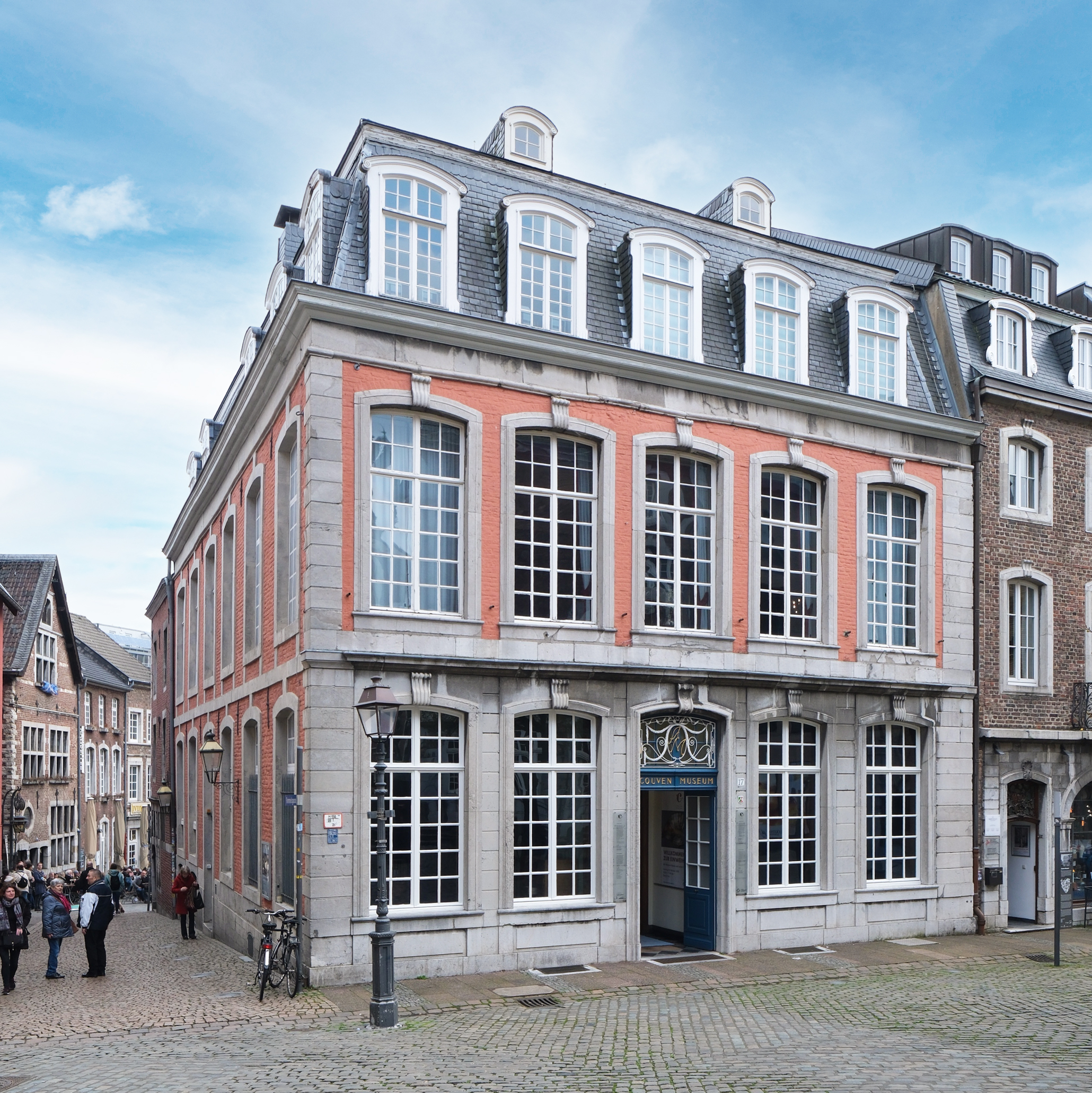
Couvenmuseum
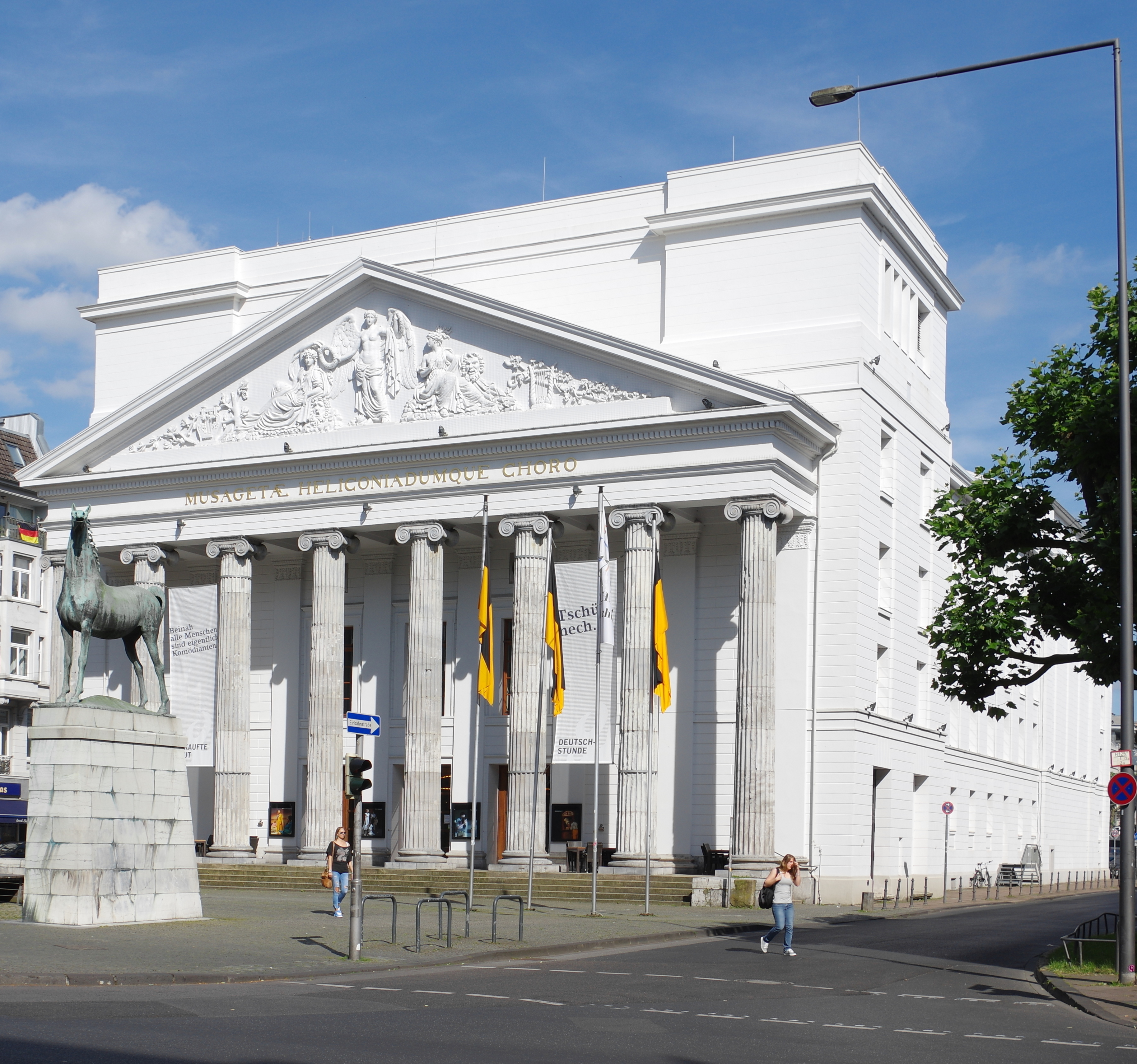
Theater Aachen
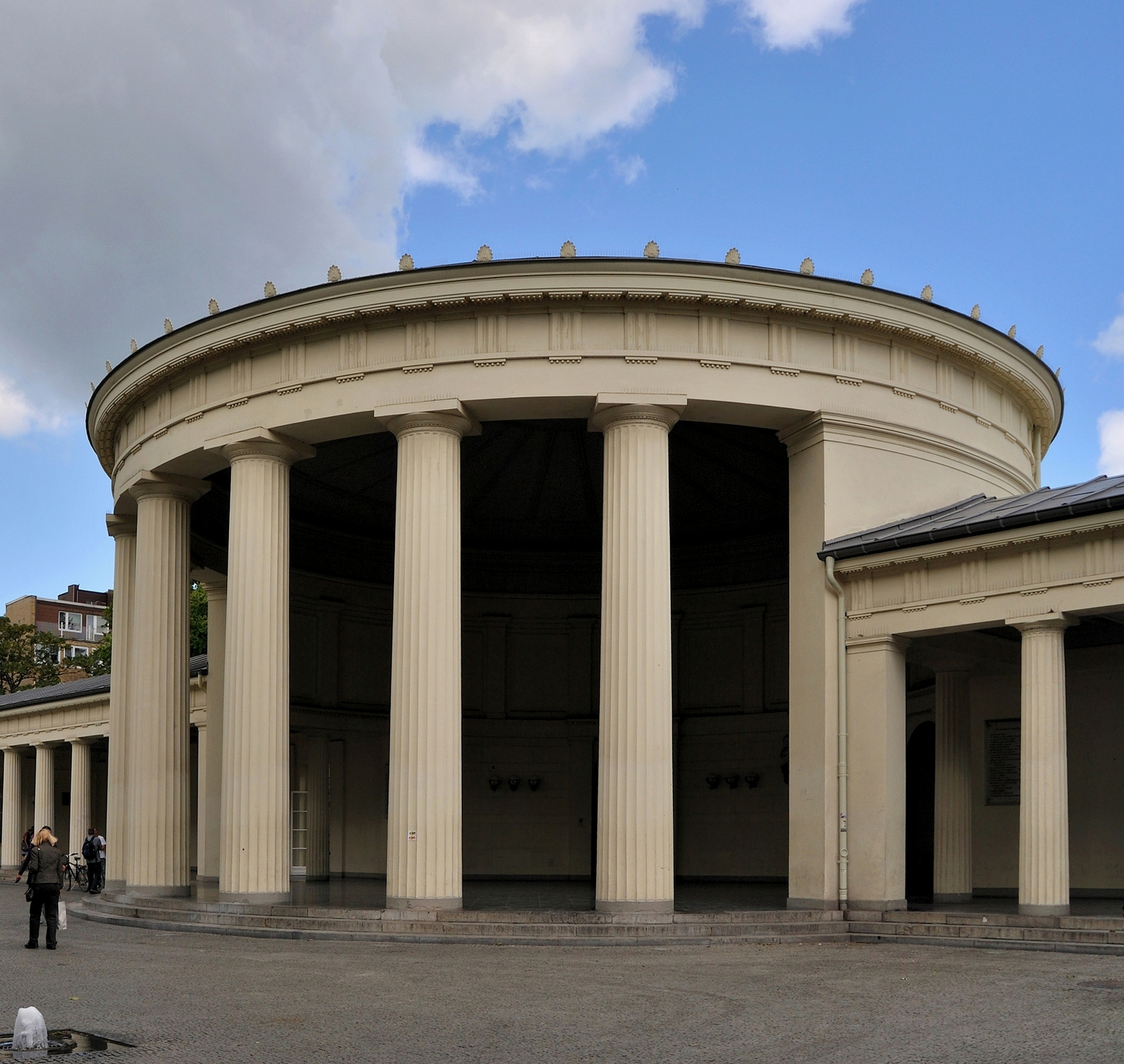
Elisenbrunnen